# Махамбетов, Тимур Жадгирович
Тимур Жадгирович Махамбетов (8 июля 1992, Омск) — российский биатлонист, участник Кубка IBU, чемпион и неоднократный призёр чемпионата России, призёр чемпионатов мира и Европы среди юниоров. Мастер спорта России (2012).

## Биография
Начинал заниматься спортом под руководством своего отца Жадгира Кагировича Махамбетова в Омске, в 2010 году перешёл в «Академию биатлона» (Красноярск) и тренировался у Романа Николаевича Семенюка. На взрослом уровне выступает за команду Вооружённых Сил и Красноярский край.

### Юниорская карьера
На соревнованиях международного уровня дебютировал в 2012 году, заняв 14-е место на юниорском чемпионате Европы в Брезно. В декабре 2012 года выиграл спринт на российских отборочных соревнованиях перед чемпионатом мира среди юниоров.
В 2013 году стал бронзовым призёром чемпионата мира среди юниоров в Обертиллиахе в эстафете в составе сборной России, также занял шестое место в спринте, девятое — в гонке преследования и 13-е — в индивидуальной гонке. На юниорском чемпионате Европы 2013 года в Банско завоевал серебряные медали в смешанной эстафете, бронзовые — в спринте, был четвёртым в гонке преследования и 29-м — в индивидуальной гонке.

### Взрослая карьера
На Кубке IBU участвует начиная с сезона 2013/2014, на дебютном этапе в Брезно занял 36-е место в спринте и набрал свои первые очки. Свой лучший результат на уровне Кубка IBU показал в сезоне 2016/2017 на этапе в Валь-Мартелло, заняв пятое место в гонке преследования.
На чемпионате России 2014 года стал победителем в гонке патрулей, вторым в смешанной эстафете и суперспринте. На следующий год также одержал победу в гонке патрулей и был вторым в смешанной эстафете и марафоне. В 2016 году стал трёхкратным серебряным призёром в составе команды Красноярского края в одиночной смешанной эстафете, командной гонке и гонке патрулей. Становился призёром чемпионатов России по летнему биатлону.

## Кубок мира
Дебютировал в спринте на предолимпийской неделе в Пхёнчхане 3 марта 2017 года, опередил всего двоих соперников — 99 место.

## Результаты выступлений на Кубке мира
| \| 2016/2017 Итоги \| 2016/2017 Итоги \| Эстерсунд \| Эстерсунд \| Эстерсунд \| Эстерсунд \| Эстерсунд \| Поклюка \| Поклюка \| Поклюка \| Нове-Место \| Нове-Место \| Нове-Место \| Оберхоф \| Оберхоф \| Оберхоф \| Рупольдинг \| Рупольдинг \| Рупольдинг \| Антхольц \| Антхольц \| Антхольц \| ЧМ Хохфильцен \| ЧМ Хохфильцен \| ЧМ Хохфильцен \| ЧМ Хохфильцен \| ЧМ Хохфильцен \| ЧМ Хохфильцен \| Пхёнчхан \| Пхёнчхан \| Пхёнчхан \| Контиолахти \| Контиолахти \| Контиолахти \| Контиолахти \| Холменколлен \| Холменколлен \| Холменколлен \| \| Очков \| Место \| Сусм \| См \| Инд \| Спр \| Пр \| Спр \| Пр \| Эст \| Спр \| Пр \| МС \| Спр \| Пр \| МС \| Эст \| Спр \| Пр \| Инд \| Эст \| МС \| См \| Спр \| Пр \| Инд \| Эст \| МС \| Спр \| Пр \| Эст \| Спр \| Пр \| Сусм \| См \| Спр \| Пр \| МС \| \| 0 \| 0 \| — \| — \| — \| — \| — \| — \| — \| — \| — \| — \| — \| — \| — \| — \| — \| — \| — \| — \| — \| — \| — \| — \| — \| — \| — \| — \| 99 \| — \| — \| — \| — \| — \| — \| — \| — \| — \| |                 |           |           |           |           |           |         |         |         |            |            |            |         |         |         |            |            |            |          |          |          |               |               |               |               |               |               |          |          |          |             |             |             |             |              |              |              |
| Инд — индивидуальная гонка Пр — гонка преследования Спр — спринт МС — масс-старт Эст — эстафета См — смешанная эстафета DNS — спортсмен был заявлен, но не стартовал DNF — спортсмен стартовал, но не финишировал DSQ — спортсмен финишировал, но дисквалифицирован LAP — спортсмен по ходу гонки (для гонок преследования и масс-стартов) отстал от лидера более чем на круг и был снят с трассы — — спортсмен не участвовал в этой гонке |                 |           |           |           |           |           |         |         |         |            |            |            |         |         |         |            |            |            |          |          |          |               |               |               |               |               |               |          |          |          |             |             |             |             |              |              |              |
| 2016/2017 Итоги | 2016/2017 Итоги | Эстерсунд | Эстерсунд | Эстерсунд | Эстерсунд | Эстерсунд | Поклюка | Поклюка | Поклюка | Нове-Место | Нове-Место | Нове-Место | Оберхоф | Оберхоф | Оберхоф | Рупольдинг | Рупольдинг | Рупольдинг | Антхольц | Антхольц | Антхольц | ЧМ Хохфильцен | ЧМ Хохфильцен | ЧМ Хохфильцен | ЧМ Хохфильцен | ЧМ Хохфильцен | ЧМ Хохфильцен | Пхёнчхан | Пхёнчхан | Пхёнчхан | Контиолахти | Контиолахти | Контиолахти | Контиолахти | Холменколлен | Холменколлен | Холменколлен |
| Очков | Место           | Сусм      | См        | Инд       | Спр       | Пр        | Спр     | Пр      | Эст     | Спр        | Пр         | МС         | Спр     | Пр      | МС      | Эст        | Спр        | Пр         | Инд      | Эст      | МС       | См            | Спр           | Пр            | Инд           | Эст           | МС            | Спр      | Пр       | Эст      | Спр         | Пр          | Сусм        | См          | Спр          | Пр           | МС           |
| 0 | 0               | —         | —         | —         | —         | —         | —       | —       | —       | —          | —          | —          | —       | —       | —       | —          | —          | —          | —        | —        | —        | —             | —             | —             | —             | —             | —             | 99       | —        | —        | —           | —           | —           | —           | —            | —            | —            |